# Kyohei Yumisaki
Kyohei Yumisaki (弓崎 恭平 Yumisaki Kyohei?, nacido el 30 de octubre de 1992 en Fukuoka) es un futbolista japonés que se desempeña como defensa.

## Trayectoria

### Clubes
| Club                | País  | Año         |
| ------------------- | ----- | ----------- |
| Giravanz Kitakyushu | Japón | 2015 - 2017 |
| Kataller Toyama     | Japón | 2018 -      |

## Estadística de carrera

### J. League
| Club                | Año   | J. League | J. League | Copa J. League | Copa J. League | Total | Total |
| Club                | Año   | Part.     | Goles     | Part.          | Goles          | Part. | Goles |
| ------------------- | ----- | --------- | --------- | -------------- | -------------- | ----- | ----- |
| Giravanz Kitakyushu | 2015  | 6         | 0         | -              | -              | 6     | 0     |
| Giravanz Kitakyushu | 2016  | 0         | 0         | -              | -              | 0     | 0     |
| Giravanz Kitakyushu | 2017  | 10        | 1         | -              | -              | 10    | 1     |
| Total               | Total | 16        | 1         | 0              | 0              | 16    | 1     |